# Jeremy Kleiner

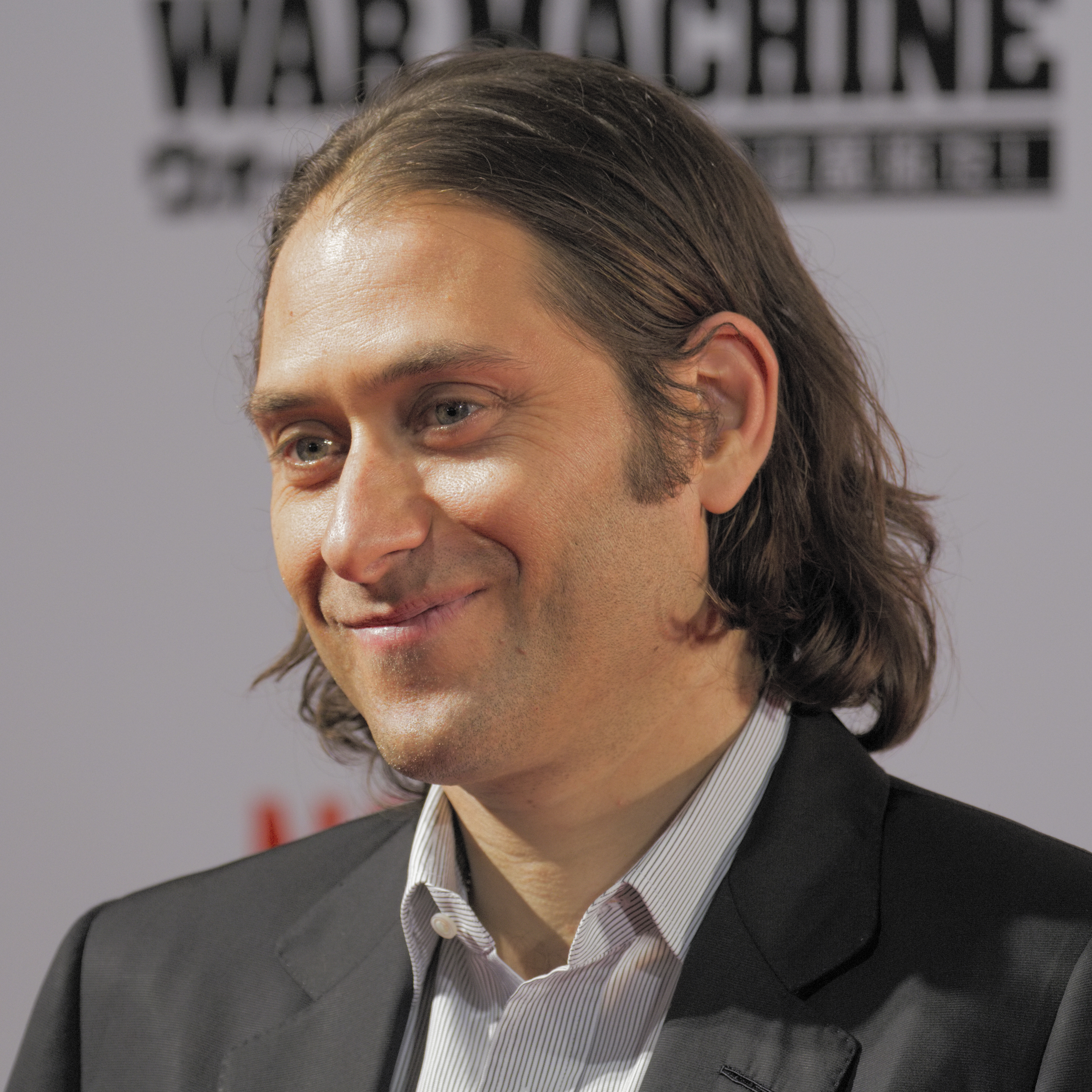
Jeremy Kleiner (2017)

Jeremy Kleiner (* 1976) ist ein US-amerikanischer Filmproduzent. Er gewann 2014 als Produzent von 12 Years a Slave einen Oscar. 2017 erhielt er für Moonlight eine weitere Auszeichnung.

## Leben
Jeremy Kleiner begann seine Karriere als Angestellter bei Errol Morris’ Fourth Floor Productions und Kopelson Productions. Als Creative Executive arbeitete er anschließend für Richard und Lauren Shuler Donner. Er kam 2003 zu Plan B Entertainment, der Filmproduktionsgesellschaft von Brad Pitt. Er begann dort als Creative Executive und stieg schnell zum Produzenten auf.
2013, nach der Produktion von World War Z, wurde Jeremy Kleiner zum Co-Präsident neben Dede Gardner ernannt. Für die Produktion des Films 12 Years a Slave erhielt er einen Oscar. Oscarverleihung 2015 hatte er mit Selma die Chance auf einen weiteren. Bei der Oscarverleihung 2017 gewann er für Moonlight seinen zweiten Oscar in der Kategorie Bester Film.

## Filmografie (Auswahl)
- 2009: Pippa Lee (The Private Lives of Pippa Lee)
- 2010: Kick-Ass
- 2010: Eat Pray Love
- 2013: World War Z
- 2013: 12 Years a Slave
- 2014: Selma
- 2015: True Story – Spiel um Macht (True Story)
- 2015: The Big Short
- 2016: Moonlight
- 2016: Die versunkene Stadt Z (The Lost City of Z)
- 2017: Okja
- 2017: War Machine
- 2017: Im Zweifel glücklich (Brad’s Status)
- 2018: Beautiful Boy
- 2018: If Beale Street Could Talk
- 2018: Vice – Der zweite Mann (Vice)
- 2019: The Last Black Man in San Francisco
- 2019: Ad Astra – Zu den Sternen (Ad Astra)
- 2019: The King
- 2020: Kajillionaire
- 2020: Minari – Wo wir Wurzeln schlagen (Minari)
- 2020: Irresistible – Unwiderstehlich (Irresistible)
- 2022: Paper Girls (Fernsehserie)
- 2022: Die Aussprache (Women Talking)
- 2022: Blond (Blonde)
- 2022: She Said
- 2024: Bob Marley: One Love
- 2024: Beetlejuice Beetlejuice
- 2024: Nickel Boys
- 2024: Wolfs
- 2025: Mickey 17
- 2025: F1

## Auszeichnungen
Independent Spirit Award
- 2025: Nominierung als Bester Film (Nickel Boys)[3]